# Marielle Stamm
Marielle Stamm (* 1945 in Marseille) ist eine französischsprachige Schweizer Journalistin und Schriftstellerin.

## Leben
Marielle Stamm absolvierte ein Studium am Institut d’études politiques de Paris und bildete sich an der École du Louvre und am Institut national de recherche en informatique et en automatique weiter. 1974 zog sie mit ihrem Mann nach Lausanne, wo sie sich journalistisch mit der Computertechnologie auseinandersetzte. Sie ist besonders dem 2002 gegründeten Musée Bolo (Musée suisse de l’informatique, de la culture numérique et du jeu vidéo) in Lausanne verbunden.
Stamm ist Autorin von bisher vier Romanen.

## Auszeichnungen
- 2007: Prix Rambert

## Werke

### Romane
- L’Œil de Lucie. L’Aire, Vevey 2005
- Triangles. L’Age d’Homme, Lausanne 2009
- Chère Mademoiselle et Amie. Mon Village, Sainte-Croix 2014
- L’enquête Elterich. L’Aire, Vevey 2019

### Sachbuch
- Disparition programmée (Hrsg., mit Yves Bolognini). EPFL, Lausanne 2013, ISBN 9782880749682.